# Salix fedtschenkoi
Salix fedtschenkoi es una especie de sauce perteneciente a la familia de las salicáceas. Es nativa de Asia.

## Descripción
Es un arbusto con las ramas jóvenes de color negro, glabras y brillantes, con edad avanzada, a menudo, con secreciones blanquecinas.  Pecíolo corto, las láminas de las hojas elípticas u oblongo-obovadas, 1,5-4 veces más largas que anchas, cortamente acuminadas. Los amentos precoces. El fruto es una cápsula de 5-6 mm de largo, glabra.

## Distribución
Se encuentra en Afganistán (Nuristán), Tayikistán (Pamir, Darvaza), Pakistán (Gilgit)

## Taxonomía
Salix fedtschenkoi fue descrita por Goerz y publicado en Salicaceae Asiat. 1: 21, 25, en el año 1931.
Etimología
Salix: nombre genérico latino para el sauce, sus ramas y madera.
fedtschenkoi: epíteto otorgado en honor del botánico Borís Fédchenko.